# ベリー

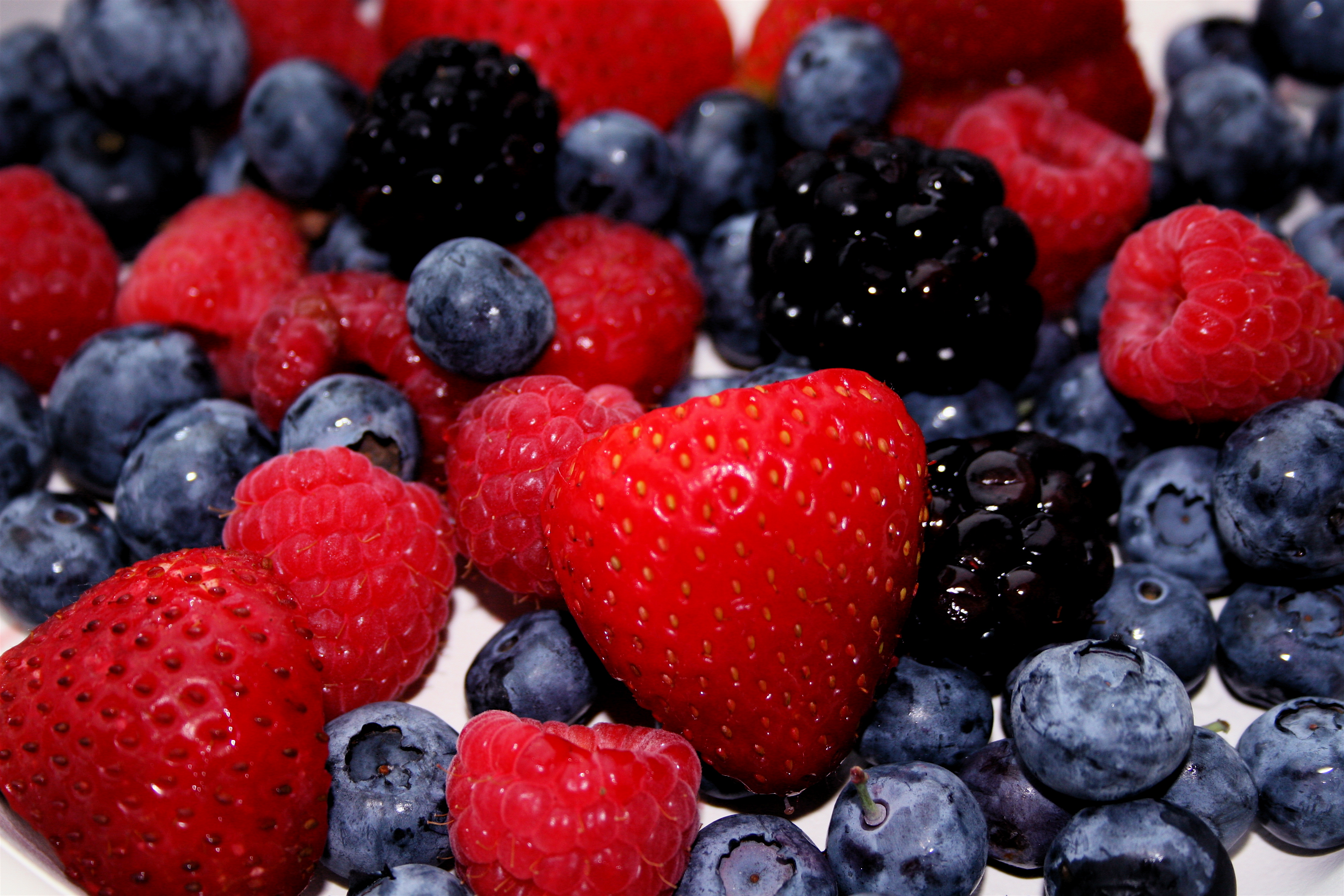
1. さまざまなベリー: イチゴ（ストロベリー）、キイチゴ（ラズベリー）、ブルーベリーなど

ベリー (英: berry) とは、小さく多肉質・多汁質で、しばしば食用となる果実のことである。代表的な例として、イチゴ（ストロベリー）、キイチゴ（ラズベリーなど）、クワ（マルベリー）、セイヨウスグリ（グースベリー）、ブルーベリーなどがある（図1）。
英語の berry は、一般用語としては日本語の「ベリー」と同義であるが、植物学用語としての berry は形態学的な果実の一型である「漿果（しょうか）」を意味している。イチゴやキイチゴはベリーであるが、漿果ではない。またブドウやトマトはベリーではないが、漿果である。
一般的にベリーとよばれる果実は食用とされ、生食されるほか、ジュースやジャム、菓子にも利用される。抗酸化物質であるアントシアニンなどを多く含んでおり、健康食品などとしても注目されている。

## 定義
一般的な意味でのベリーとは、小型で多肉質・多汁質の丸い果実を意味する。代表的な例として、イチゴ（ストロベリー）、キイチゴ（ラズベリー、ブラックベリー）、クワ（マルベリー）、セイヨウスグリ（グースベリー）、ブルーベリー、クランベリー、クコ（ゴジベリー）などがある。この定義は多分に慣習的であり、似た特徴をもつブドウやサクランボなどは一般的な意味でのベリーにはふつう含まれない。
英語の berry は、一般用語としては上記の日本語の「ベリー」と同義であるが、植物学用語としての berry は「漿果（しょうか; 外果皮以外が多肉質・多汁質である単果）」を意味している。一般的にベリーとよばれるもののうちグースベリーやブルーベリーは漿果であるが、イチゴやキイチゴは漿果ではない（下表参照）。またブドウやトマト、ナス、バナナはベリーではないが、ふつう漿果とされる。
イギリスでは、イチゴやキイチゴ、クランベリーなど外皮が柔らかく大きな種子や核を含まない小さな果実は soft fruit ともよばれる。また日本の生産分野では、キイチゴ類、コケモモ類（ブルーベリーなど）、スグリ類（グースベリーなど）、グミ（シルバーベリー）は低木性果樹や小果類に分類される。またイチゴ（ストロベリー）は木本ではなく一年生草本に実るため、日本の生産分野では野菜（果菜、果物的果菜、果実的野菜）に分類される。

## おもなベリー
一般的にベリーとよばれるものとしては、下表に挙げたようなものがある。分類学的には全く遠縁なさまざまなグループのものが含まれているが、特にバラ科やツツジ科のものが多い。表の最下段のジュニパーベリー（セイヨウネズ）は異質であり、裸子植物であるため果実は形成せず、球果の種鱗が肉質化した漿質球果を形成する。
| 画像 | 一般名                                    | 分類群                                                      | 植物学上の 果実の型 |
| ---- | ----------------------------------------- | ----------------------------------------------------------- | ------------------- |
|      | イチゴ（ストロベリー） strawberry         | バラ科オランダイチゴ属 オランダイチゴなど                   | イチゴ状果          |
|      | ラズベリー raspberry                      | バラ科キイチゴ属 ヨーロッパキイチゴなど                     | キイチゴ状果        |
|      | ブラックベリー blackberry                 | バラ科キイチゴ属 セイヨウヤブイチゴなど                     | キイチゴ状果        |
|      | ホーソーンベリー hawthornberry            | バラ科サンザシ属 セイヨウサンザシなど                       | ナシ状果            |
|      | ジューンベリー juneberry                  | バラ科ザイフリボク属 アメリカザイフリボクなど               | ナシ状果            |
|      | ローワンベリー rowanberry                 | バラ科ナナカマド属 セイヨウナナカマドなど                   | ナシ状果            |
|      | チョークベリー chokeberry                 | バラ科アロニア属 ブラックチョークベリーなど                 | ナシ状果            |
|      | マルベリー（桑の実） mulberry             | クワ科クワ属 ヤマグワなど                                   | クワ状果            |
|      | ワックスベリー waxberry                   | ヤマモモ科ヤマモモ属 ヤマモモ                               | 核果                |
|      | シルバーベリー silverberry                | グミ科グミ属 ナツグミなど                                   | 核果様偽果          |
|      | シーベリー seaberry                       | グミ科ヒッポファエ属 サジー                                 | 核果様偽果          |
|      | グースベリー gooseberry                   | スグリ科スグリ属 セイヨウスグリなど                         | 漿果                |
|      | レッドカラント redcurrant                 | スグリ科スグリ属 フサスグリ                                 | 漿果                |
|      | カシス cassis                             | スグリ科スグリ属 クロスグリ                                 | 漿果                |
|      | ブルーベリー blueberry                    | ツツジ科スノキ属 ハイブッシュブルーベリーなど               | 漿果                |
|      | ビルベリー bilberry                       | ツツジ科スノキ属 セイヨウスノキなど                         | 漿果                |
|      | クランベリー cranberry                    | ツツジ科スノキ属 ツルコケモモなど                           | 漿果                |
|      | リンゴンベリー lingonberry                | ツツジ科スノキ属 コケモモ                                   | 漿果                |
|      | ハックルベリー huckleberry                | ツツジ科スノキ属または Gaylussacia Gaylussacia baccata など | 漿果                |
|      | クロウベリー crowberry                    | ツツジ科ガンコウラン属 ガンコウランなど                     | 核果様              |
|      | サラル salal                              | ツツジ科シラタマノキ属 Gaultheria shallon                   | 偽果                |
|      | チェッカーベリー checkerberry             | ツツジ科シラタマノキ属 ヒメコウジ                           | 偽果                |
|      | キウイベリー kiwiberry                    | マタタビ科マタタビ属 サルナシ                               | 漿果                |
|      | ゴジベリー（クコの実） goji berry         | ナス科クコ属 クコなど                                       | 漿果                |
|      | ガーデンハックルベリー garden huckleberry | ナス科ナス属 Solanum scabrum                                | 漿果                |
|      | ゴールデンベリー goldenberry              | ナス科ホオズキ属 ブドウホオズキ                             | 漿果                |
|      | エルダーベリー elderberry                 | ガマズミ科ニワトコ属 セイヨウニワトコなど                   | 核果                |
|      | ハスカップ haskap                         | スイカズラ科スイカズラ属 クロミノウグイスカグラ             | 複合果              |
|      | バーベリー barberry                       | メギ科メギ属 セイヨウメギなど                               | 漿果                |
|      | アサイーベリー acai berry                 | ヤシ科 Euterpe アサイー                                     | 核果                |
|      | ジュニパーベリー juniper berry            | ヒノキ科ビャクシン属 セイヨウネズ                           | 漿質球果            |

## 人間との関わり
ベリーは、古くから人間に採取され、食用として利用されてきた。現在でも、野生のものを採取・利用することが広く行われているが、栽培されているものもある。ゴジベリー（クコ）は、中国で少なくとも約4000年前から栽培されていたと考えられている。現代ではイチゴ、キイチゴ（ラズベリー、ブラックベリー）、ブルーベリーなどは大規模に栽培されており、品種改良も盛んに行われている。
ベリーは生食されることが多いが、ゴジベリー（クコ）のように乾燥させて使用することもある。ベリーにはしばしばペクチンが多く含まれ、ジャムやゼリーに利用される（下図2a, b）。またクランベリーなどはソースとしてよく用いられる。ベリーは、パイやタルト、クッキー、マフィン、プディング、シャーベットなどにふつうに利用されている（下図2c–f）。ベリーはジュースなどにも用いられ、またアルコール飲料とされることもある。ベリー類には、ビタミンCやポリフェノールが含まれ、ブラックカラント（カシス）をはじめとするスグリの仲間は酸味が強く、主にジャムなどに使われる。
ベリーは、古くから薬用としても利用されていた。ベリーはその赤や黒の色のもととなるアントシアニンなど抗酸化作用をもつフラボノイドを豊富に含んでおり、抗がん作用や抗菌作用、視力や記憶力の維持、美容効果などさまざまな効用が謳われ、部分的にはこれを支持する報告もある。臨床レベルで実証されている例はほとんどないが、ベリーに関する健康食品の市場は非常に大きい。
ベリーとよばれる果実の中には、有毒なものもある。ベラドンナやポークベリー（ヨウシュヤマゴボウ）、ヒイラギ、ヤドリギ、キヅタの果実は有毒であり、鳥には無毒であっても人間には有毒な例もある。またニワトコのように、成熟果は無毒だが未熟な果実が有毒である場合もある。古くは毒薬として利用されたベリーもあり、ベリーは魔女や死の象徴とされることもある。
ベリーは古くから人間生活に関わっていたため、さまざまな地域において、さまざまなベリーが伝承、民話に登場する。現代でも、ベリーがPC用OSのひとつBerry Linuxのロゴやコンピュータゲームのアイテムとされていることもある。